# ديفيد سامسون
ديفيد سامسون (بالإنجليزية: David Samson)‏ هو محامي أمريكي، ولد في 14 أغسطس 1939 في نيوآرك في الولايات المتحدة.